# Linea 9 (metropolitana di Madrid)
La linea 9 della metropolitana di Madrid collega la stazione di Arganda del Rey con quella di Paco de Lucía. Conta 29 stazioni e si estende per 39,5 km, facendo di essa la seconda linea più estesa della città.
La linea è divisa in due sezioni indipendenti nella stazione di Puerta de Arganda dove c'è una binario centrale in cui è necessario cambiare il treno. Infatti in questa stazione bisogna effettuare un cambio di treno per poter continuare sia in direzione di Arganda del Rey che in direzione di  Paco de Lucía e a questa stazione corrisponde un cambio di tariffa.
È indicata con il colore viola.
La sua inaugurazione risale al 31 gennaio 1980 e l'ultimo prolungamento al 25 marzo 2015.

## Storia

### Le prime tratte
La sua inaugurazione risale al 31 gennaio 1980 con un tratto di 3,5 km tra Sainz de Baranda e Pavones. Il 3 giugno del 1983 si apre una tratta (definita Linea 9B) tra Plaza de Castilla e Herrera Oria. Successivamente, il 30 dicembre dello stesso anno la linea 9B arriva fino ad Avenida de América per poi, nel 1986, far unire le due sezioni.

### L'ampliamento verso Mirasierra
Un ulteriore prolungamento del 28 marzo 2011 ha portato provvisoriamente il capolinea a Mirasierra. L'ultimo prolungamento è avvenuto il 25 marzo 2015, con l'apertura del nuovo capolinea a Paco de Lucía.

## Stazioni
Accanto a ogni stazione presente nella tabella sono indicati i servizi presenti e gli eventuali interscambi; tutte le stazioni sono dotate di accessi per disabili.
| Unknown route-map component "utHSTACC" |

| Urban tunnel stop on track |

## Servizi

### Orari
Il servizio inizia, su tutte le linee, alle 6:05 e termina all'1:30

### Accessibilità
Non tutte le stazioni della metropolitana madrilena permettono un facile accesso alle persone con disabilità motoria, infatti ad oggi la linea 9 è tra le linee meno accessibili a persone con difficoltà motorie, insieme con le linee 1, 2, 4 e 5. Sulle 29 stazioni di cui è composta la linea solamente 13 sono accessibili alle persone con disabilità motoria.